# Канарскo рвање
Канарско рвање је врста рвања уобичајена на Канарским острвима (Шпанија). Ова врста рвања подразумева коришћење снаге противника да га избаци из равнотеже и присили да додирне под било којим делом тела осим стопалима. За разлику од других врста рвања, канарско рвање не дозвољава борбе на тлу или хватање. Његово порекло лежи у традиционалној борби Канарских Абориџина. У последње време овом врстом рвања учествују и мушкарци и жене.

## Историја
Верује се да су први становници Канарских острва, који су добили заједничко име Гуанчес, практиковали такве борбе за решавање унутарплеменских сукоба. Због ограниченог контакта између острва, свако племе је развило сопствени скуп правила.
Почетком 15. века, канарско рвање се изводило држањем за појас. У серији чланака „Истраживање обичаја. Рвање и рвачи“ Џулијан Кирил Морено описује откриће у пећинама острва Гран Канарија мумифицираног тела чувеног рвача Гуанче Артагија Бенагваја Семидана Бенчоро Ангвинегаја. Тело му је добро очувано са рвачким појасом омотаним око кукова, направљеним од биљака и овчијих тетива. Почетком 17. века, 130 година након шпанског освајања острва, канарски историчар, лекар и песник Антонио де Вијана, у својој песми, што је могуће детаљније, са фолклорним детаљима, описао је двобој Гуанча, у који су ишли голи, са специјалним појасевима и са науљеним ногама. Отприлике до краја прве трећине 20. века организована су такмичења између различитих села, северног и јужног дела истог острва, или између острва. Занимљиво је да је први комплетан сет правила за канарско рвање развијен 1872. године на Куби. И већ 1960. године створени су општи прописи, јединствени за сва острва архипелага.

## Вежба
Канарско рвање је спорт између два противника који почињу меч тако што стоје један наспрам другог и зграбе противника за појас или манжетну специјалних шортсова или каиша. Највише 90 секунди сваки од њих покушава, не напуштајући кружни рвачки ринг, да сруши противника и натера га да неким делом тела додирне под. Да би то урадили, рвачи користе различите технике хватања или блокирања, или мане, које се изводе рукама и ногама.
У оквиру канарског рвања постоје различити системи: тимско такмичење, било да се ради о мечу у три кола, континуираном рвању или све против свих; индивидуалне борбе, које се могу одржати на основу тежинских категорија или циљева. Најчешћа такмичења су обично између тимова од по дванаест рвача, који се такмиче један на један. У екипним такмичењима побеђује екипа са највећим бројем учесника који су успели да остану на ногама на основу резултата борби. Рвачки ринг, или тереро, је пешчана арена на којој су обележена два круга пречника 15 и 17 метара.
Меч почиње уласком рвача у центар ринга, где руковањем у знак поштовања и пријатељства одају почаст традицији. Затим стану један наспрам другог, широко раширених ногу, савијајући се у струку под правим углом и притискајући рамена једно уз друго, а левом руком хватају противнички шортс или посебан рвачки појас са десне стране. Десне руке рвача су у овом тренутку у вертикалном положају. Након што се судија увери да су стартне позиције рвача исправне, он звиждука за почетак рунде, која се зове ла агаррада у канарском рвању.

## Технике борбе
Покрет, или мана у канарском рвању, је потез или серија потеза дизајнираних да оборе противника, а да га не ударе. Такви покрети могу укључивати ноге, руке и труп, увек поштујући одређена правила. Све технике се могу поделити у три главне групе:

### Технике хватања
Ове технике се састоје од хватања неког дела противничког тела у покушају да га оборе са ногу, подижући га са земље и узрокујући да изгуби равнотежу. То укључује хват за бутину, хват за глежањ, хват за тетиву, хват за лопатице, хват за подизање и козју ногу, разне варијације и многе друге.

### Технике блокирања
Ове технике се састоје од блокирања покрета било ког дела противничког тела, било рукама или ногама, како би се дестабилизовао и приморао да додирне арену без гушења или дислоцирања. Неки примери: гурање изнутра, гурање одострага, гурање споља итд.

### Технике избегавања
Ове технике се састоје од избегавања покрета противника телом и покушаја да га дестабилизују силом коју примењује. Међу таквим техникама можемо поменути: избегавање, прекид, гурање изнутра и др.